# Carmen Ninet Peña
Carmen Ninet Peña (València, 29 de juliol de 1958) és una política valenciana, diputada a les Corts Valencianes de la V a la VIII Legislatures.

## Biografia
Amb estudis primaris, Carmen Ninet treballa com a personal laboral (auxiliar administratiu) de la Diputació de València, organisme que la nomenà administradora de la Plaça de Bous de València (1986-1989 i 1991-1995), del Teatre Principal de València (1989-1994) i del Centre Cultural la Beneficència.
Políticament, és membre del sindicat UGT i ha estat presidenta de la Federació de Dones Progressistes de la Comunitat Valenciana de 1991 a 1997 i vicepresidenta de la Comissió gestora del PSPV-PSOE durant la crisi interna que el partit patí a mitjans dels anys 1990. Fou escollida diputada per la província de València a les eleccions a les Corts Valencianes de 1999, 2003, 2007 i 2011. Ha estat presidenta de la Comissió no permanent especial d'estudi de les tècniques i de les actuacions per a millorar el rendiment escolar i les possibilitats d'ocupació dels joves.
També ha estat regidora de Cases Baixes després de les eleccions municipals espanyoles de 2007, però no s'ha presentat a la reelecció. En 2010 formà part de la Comissió Nacional de Garanties Electorals del PSPV-PSOE.
Des del 2016, Subdirectora del MUVIM (Museu Valencià de la Il.lustració i la Modernitat), dependent la Diputació Provincial de València. Investigada en 2025 pel fet de que per al dit càrrec feia falta titulació universitària, la qual no té. Va cobrar més de 720.000 euros durant el temps que va ocupar el càrrec.
El seu marit, José  Ángel Batalla, nomenat Comissionat del Govern per la DANA per Pedro Sánchez, en va renunciar en 2025 quan es va fer públic que en el seu expedient en la Diputació de València va fer constar un títol universitari possiblement falsificat.